# Mimapatelarthron javanicum
Mimapatelarthron javanicum är en skalbaggsart som beskrevs av Stefan von Breuning 1940. Mimapatelarthron javanicum ingår i släktet Mimapatelarthron och familjen långhorningar. Inga underarter finns listade i Catalogue of Life.